# Chaume-lès-Baigneux
 Chaume-lès-Baigneux  es una población y comuna francesa en la región de Borgoña, departamento de Côte-d'Or, en el distrito de Montbard y cantón de Baigneux-les-Juifs.

## Demografía
| 133 | 100 | 100 | 105 | 90 | 89 |
| Para los censos de 1962 a 1999 la población legal corresponde a la población sin duplicidades (Fuente: INSEE [Consultar]) |     |     |     |    |    |